# Montalé
Montalé és un monument del municipi d'Ivars d'Urgell (Pla d'Urgell) inclòs en l'Inventari del Patrimoni Arquitectònic de Catalunya. És l'única casa que queda l'antic poble de Montalé a l'entorn del castell desaparegut.

## Descripció
Conjunt residencial-agrícola que es pot dividir en tres parts: habitatge, sector religiós i conjunt agrícola. L'edificació és de paredat de pedra.
- El primer sector té dues plantes. A la superior una galeria amb dos arcs de mig punt. A la planta baixa s'accedeix per una porta d'arc rebaixat molt estret.[2]
- El sector religiós té dos pisos. A l'inferior es troba la capella i sobre ella, partint de la planta baixa, una escala renaixentista a la barana de la qual hi ha la data de 1575. a una de les columnes del pis superior hi ha la data de 1606. L'entrada a la petita capella té un arc de mig punt dovellat. La porta del pis superior és allindanada amb pilastres adossades. A la part central de l'entrada d'aquest sector hi ha dos grans arcs que s'aguanten amb una columna central de fust llis, base rodona i capitell sense ornamentació. A la part superior sobre aquest cos hi ha una espadanya simple.[2]
- El sector té accés allindanat i un porxo amb quatre arcs rebaixats que s'aguanten amb pilastres quadrades d'ampla base.[2]

## Història
L'any 1190 l'abat Esteve III de Poblet va comprar el castell, terres i pertinences de na Marquesa de Ribelles i els seus fills per 500 morabatins. Durant els segles XV-XVII aquest caseriu va pertànyer a l'abadia de Montserrat. El 1431 el capítol d'Urgell cedí el lloc a l'abat de Montserrat. Anys després, cap a 1472, l'abat de Montserrat volia reparar i restaurar el lloc. A la façana oriental, del segle xviii hi ha una inscripció on es llegeix: "Mosarate". També a la façana principal apareix l'escut de la dita abadia: una serra que talla la santa muntanya. Aquesta edificació conserva mostres de construccions de diverses èpoques. A l'arxiu d'Urgell hi ha un document del 21 d'abril de 1187, segons el qual el bisbe Arnau d'Urgell comprà un alou a Montaler, que limita amb Montsuà i pertany al terme d'Ivars.